# Johnrandallia nigrirostris
Johnrandallia nigrirostris là loài cá biển duy nhất thuộc chi Johnrandallia trong họ Cá bướm. Loài cá này sinh sống ở Đông Thái Bình Dương và đôi khi đóng vai trò là "người dọn dẹp" các tế bào chết hoặc ký sinh trùng bám trên cơ thể cá lớn. Loài này trước đây nó được đặt trong chi Chaetodon.

## Hình ảnh

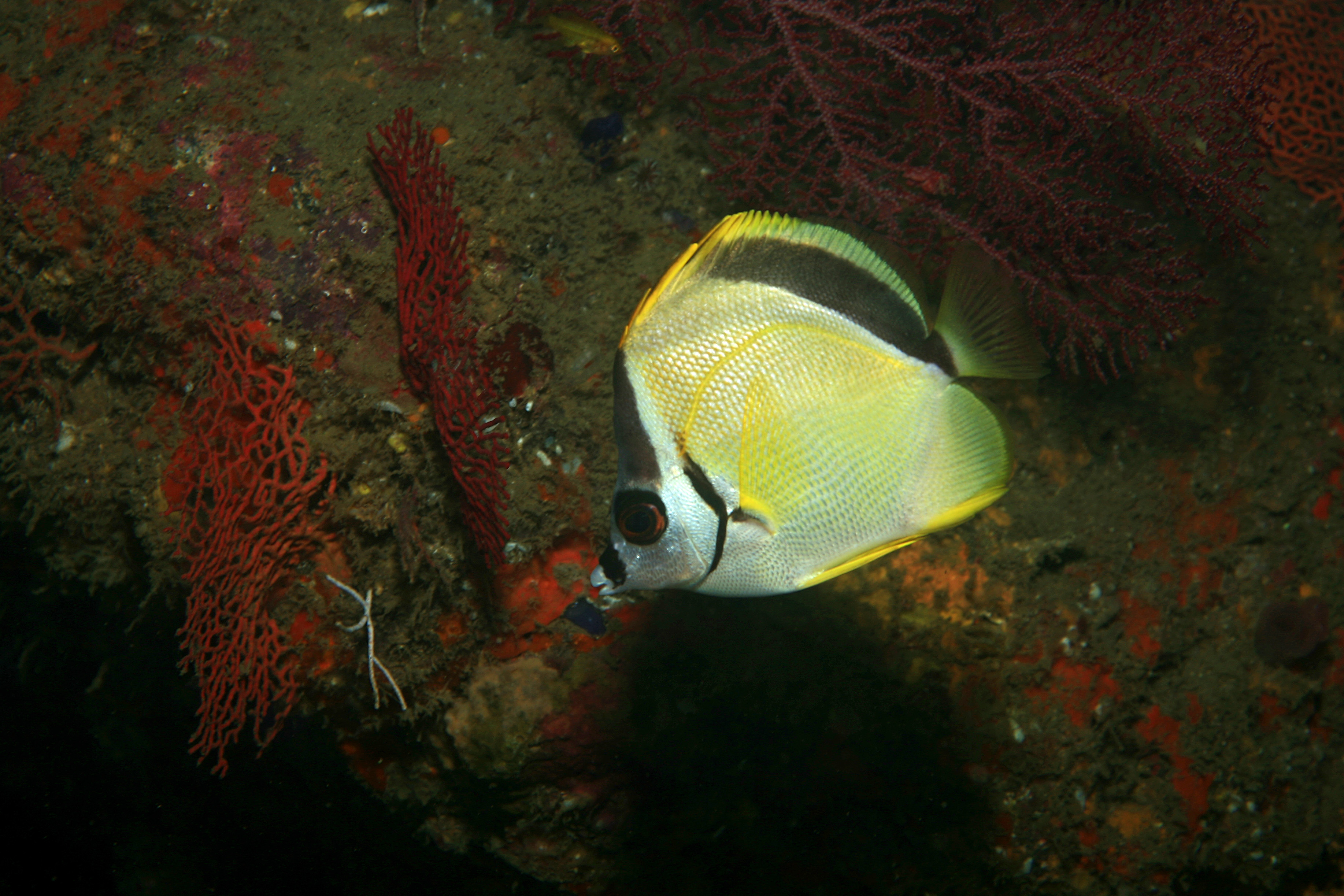
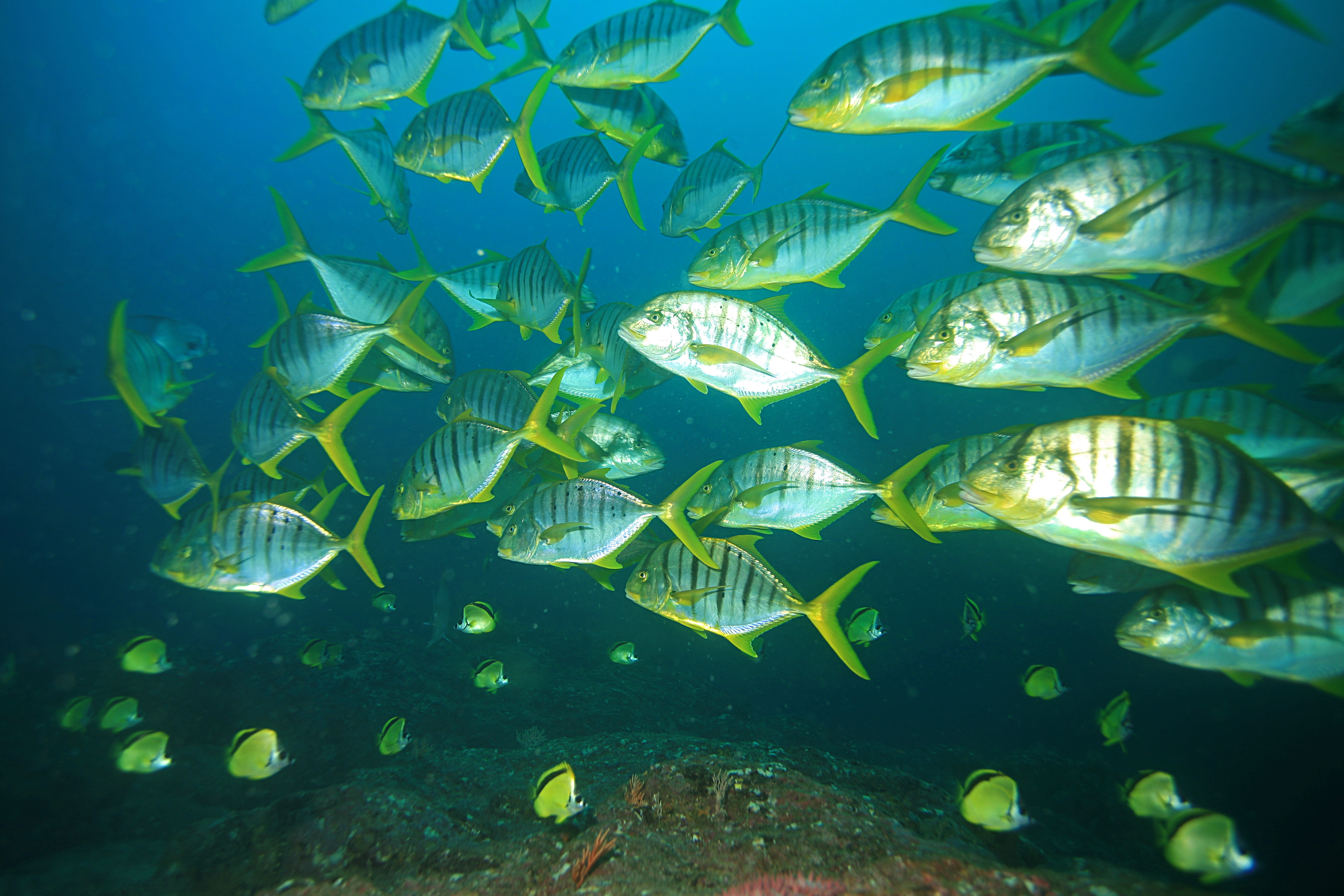